# Chumi Brandariz
Juan Brandáriz Movilla (A Laracha, 2 maart 1999) is een Spaans voetballer die doorgaans als centrale verdediger speelt. Hij speelt bij FC Barcelona B.

## Clubcarrière
Chumi verruilde in 2014 Deportivo voor FC Barcelona. In september 2018 debuteerde hij voor FC Barcelona B. Op 31 oktober 2018 debuteerde hij in het eerste elftal in de Copa del Rey tegen Cultural Leonesa.

## Statistieken
| Seizoen         | Club            | Competitie         | Competitie | Competitie | Beker | Beker | Supercup | Supercup | Europa | Europa | Totaal | Totaal |
| Seizoen         | Club            | Competitie         | Wed.       | Dlp.       | Wed.  | Dlp.  | Wed.     | Dlp.     | Wed.   | Dlp.   | Wed.   | Dlp.   |
| --------------- | --------------- | ------------------ | ---------- | ---------- | ----- | ----- | -------- | -------- | ------ | ------ | ------ | ------ |
| 2018-2019       | FC Barcelona B  | Segunda División B | 24         | 0          | 0     | 0     | —        | —        | —      | —      | 24     | 0      |
| 2018-2019       | FC Barcelona    | Primera División   | 0          | 0          | 3     | 0     | 0        | 0        | 0      | 0      | 3      | 0      |
| Carrière totaal | Carrière totaal | Carrière totaal    | 24         | 0          | 3     | 0     | 0        | 0        | 0      | 0      | 27     | 0      |